# Bodljoglavci
Bodljoglavci (Kinorhyncha) su razred životinja koje pripadaju natkoljenu Ecdysozoa. Oni su stanovnici muljevitih i pjeskovitih dna svjetskih mora. Nađeni su u velikim dubinama. Površina tijela prividno je kolutićava. Tijelo je podijeljeno na glavu koja ima vijence trnovitih nastavaka, vrat i trup.